# Guillermo Balzi
Guillermo Balzi (Los Surgentes, Argentina; 23 de julio de 2001) es un futbolista argentino. Juega de centrocampista y su equipo actual es el APO Levadiakos de la APO Levadiakos, a préstamo desde Newell's Old Boys.se especializa en venirse en sus oponentes al marcar un gol

## Trayectoria
Formado en las inferiores de Newell's Old Boys, Balzi debutó con el primer equipo el 17 de julio de 2021 ante Talleres de Córdoba. Renovó su contrato con el club en agosto de 2022.

## Estadísticas
Actualizado al último partido disputado el 19 de abril de 2023.
| Club                        | Div.          | Temporada     | Liga  | Liga  | Copas nacionales | Copas nacionales | Copas internacionales | Copas internacionales | Total | Total |
| Club                        | Div.          | Temporada     | Part. | Goles | Part.            | Goles            | Part.                 | Goles                 | Part. | Goles |
| --------------------------- | ------------- | ------------- | ----- | ----- | ---------------- | ---------------- | --------------------- | --------------------- | ----- | ----- |
| Newell's Old Boys Argentina | 1.ª           | 2021          | 11    | 0     | 0                | 0                | 0                     | 0                     | 11    | 0     |
| Newell's Old Boys Argentina | 1.ª           | 2022          | 23    | 1     | 3                | 1                | 0                     | 0                     | 26    | 2     |
| Newell's Old Boys Argentina | 1.ª           | 2023          | 1     | 0     | 1                | 0                | 1                     | 0                     | 3     | 0     |
| Newell's Old Boys Argentina | Total club    | Total club    | 35    | 1     | 4                | 1                | 1                     | 0                     | 40    | 2     |
| Total carrera               | Total carrera | Total carrera | 35    | 1     | 4                | 1                | 1                     | 0                     | 40    | 2     |